# Fort de Ronce
Le fort de Ronce est un fort situé en France sur la commune de Val-Cenis dans le département de la Savoie en région Rhône-Alpes.

## Histoire
Ce fort de montagne, s'élevant à 2 301 mètres d'altitude dans le massif du Mont-Cenis, est à l'origine une fortification italienne construite de 1877 à 1880 sur territoire alors italien suivant les conceptions de Montalembert. Le but de cette construction est de protéger le tout nouveau royaume d'Italie d'une éventuelle invasion française par le col du Mont-Cenis. Il était équipé de six canons d'artillerie en casemate. Au gré des alliances, le fort fut d'abord désarmé au début de la Première Guerre mondiale, le royaume d'Italie ayant quitté la Triplice pour faire la guerre aux côtés de la Triple-Entente contre les empires d'Autriche-Hongrie et d'Allemagne.
Avec la dégradation des relations entre la France et l'Italie dans les années 1930, le fort est réarmé par l'Italie avec des pièces de 100/17 Skoda et renforcé de bunkers et de tourelles sur le même modèle que la ligne Maginot dans le cadre de la défense de la vallée alpine. 
Le site est cédé à la France lors du traité de Paris de 1947.

## Galerie

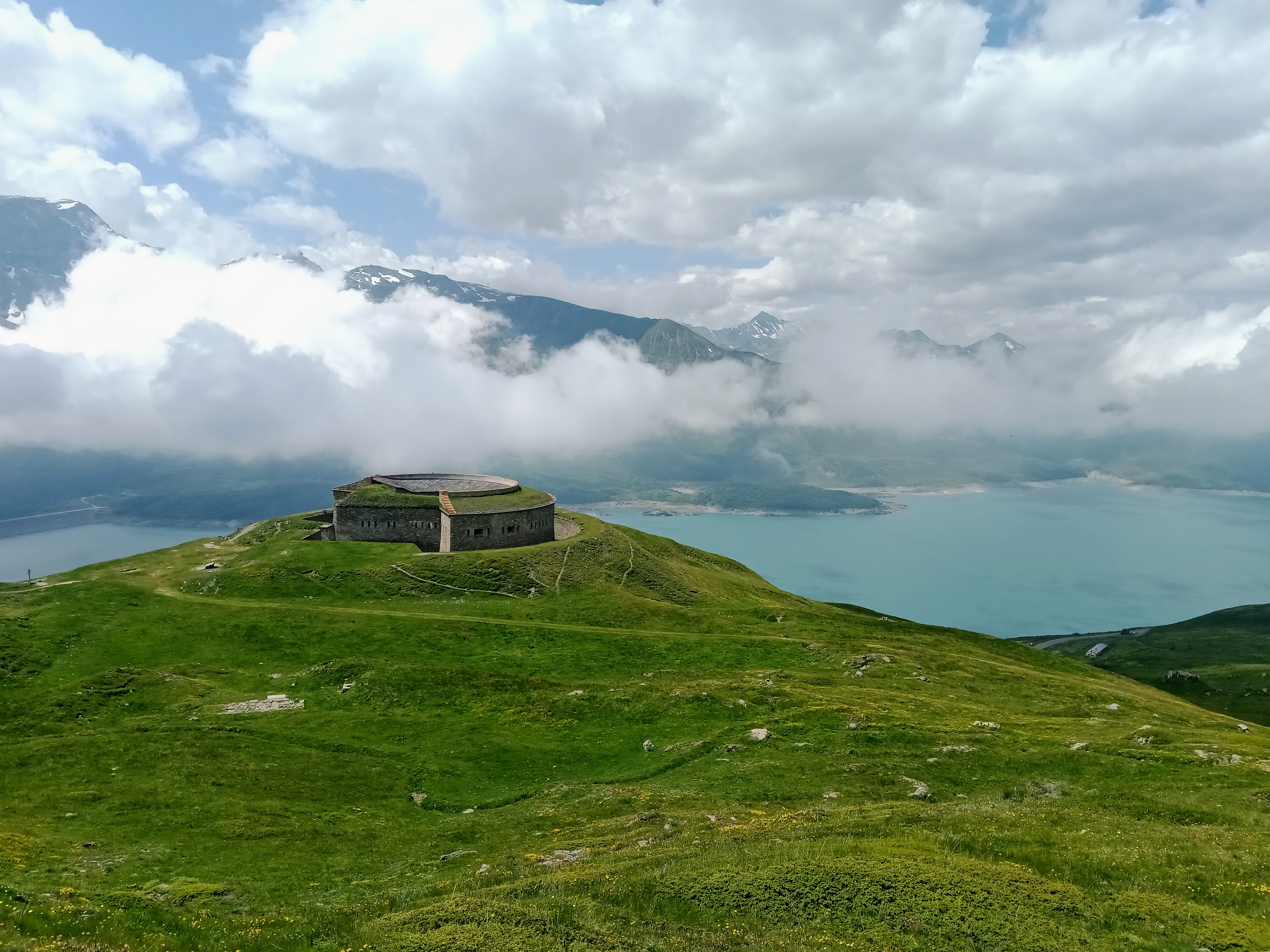
Le fort dominant le lac du Mont-Cenis.
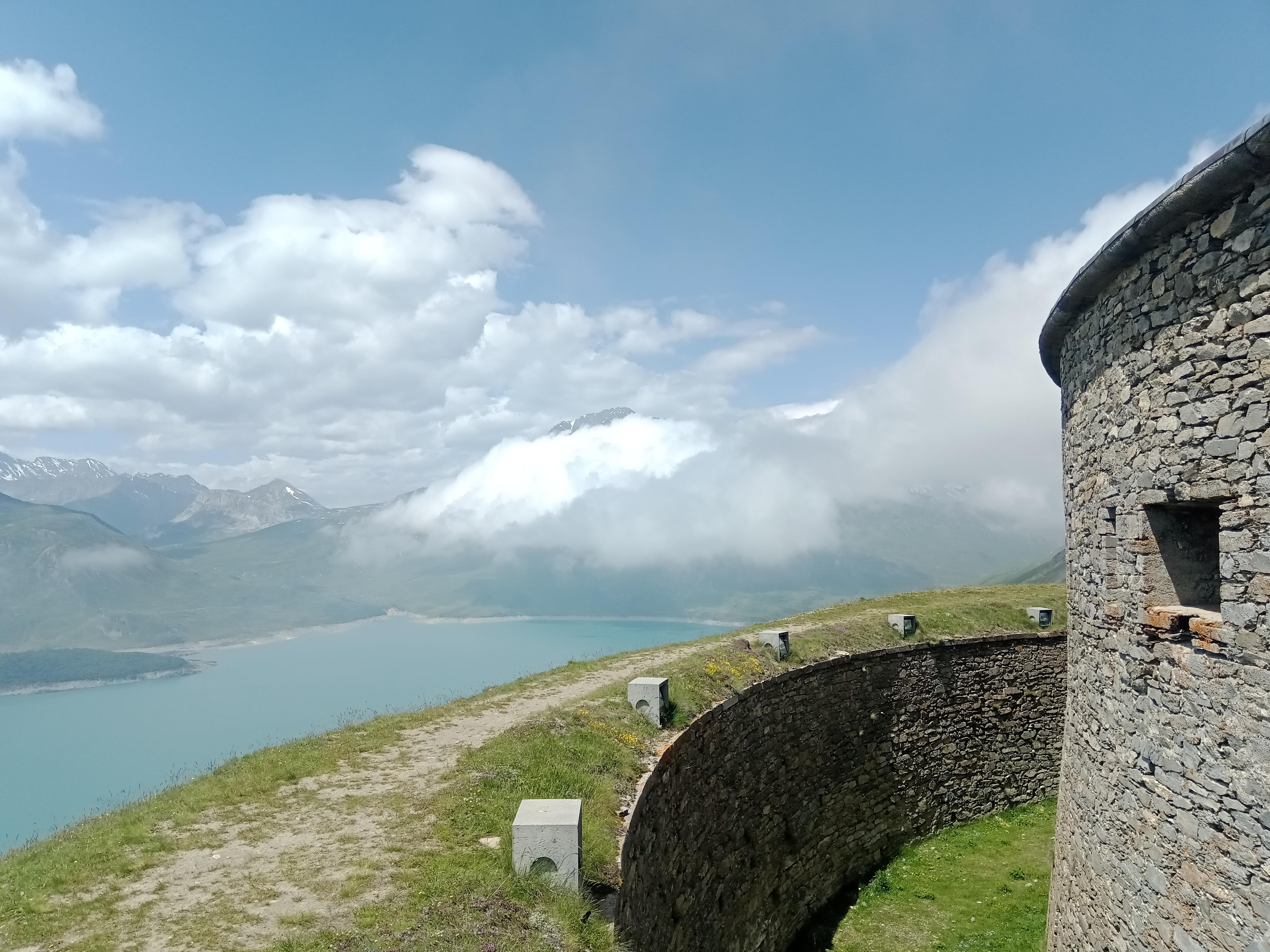
Les défenses extérieures.
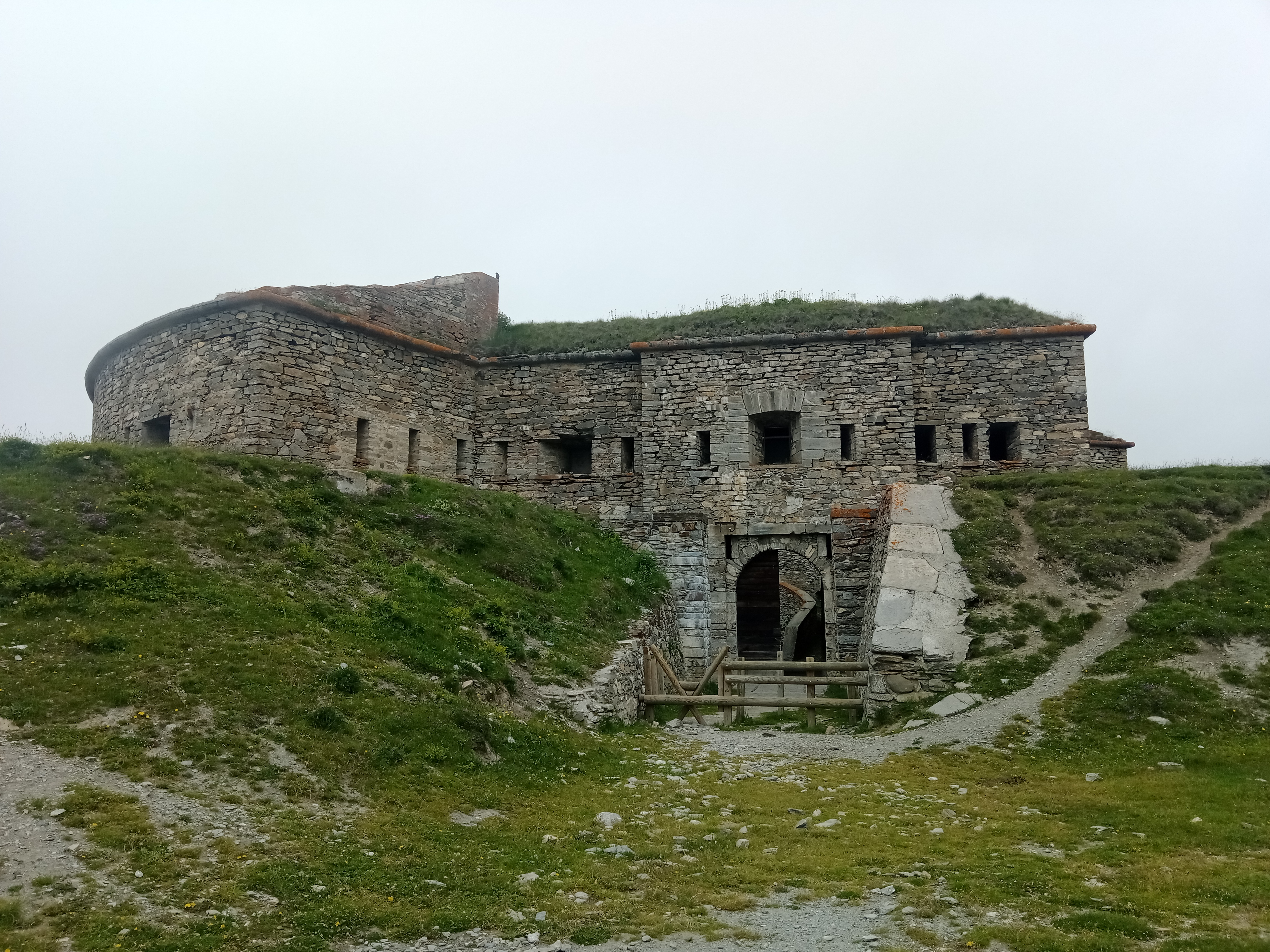
L'entrée.
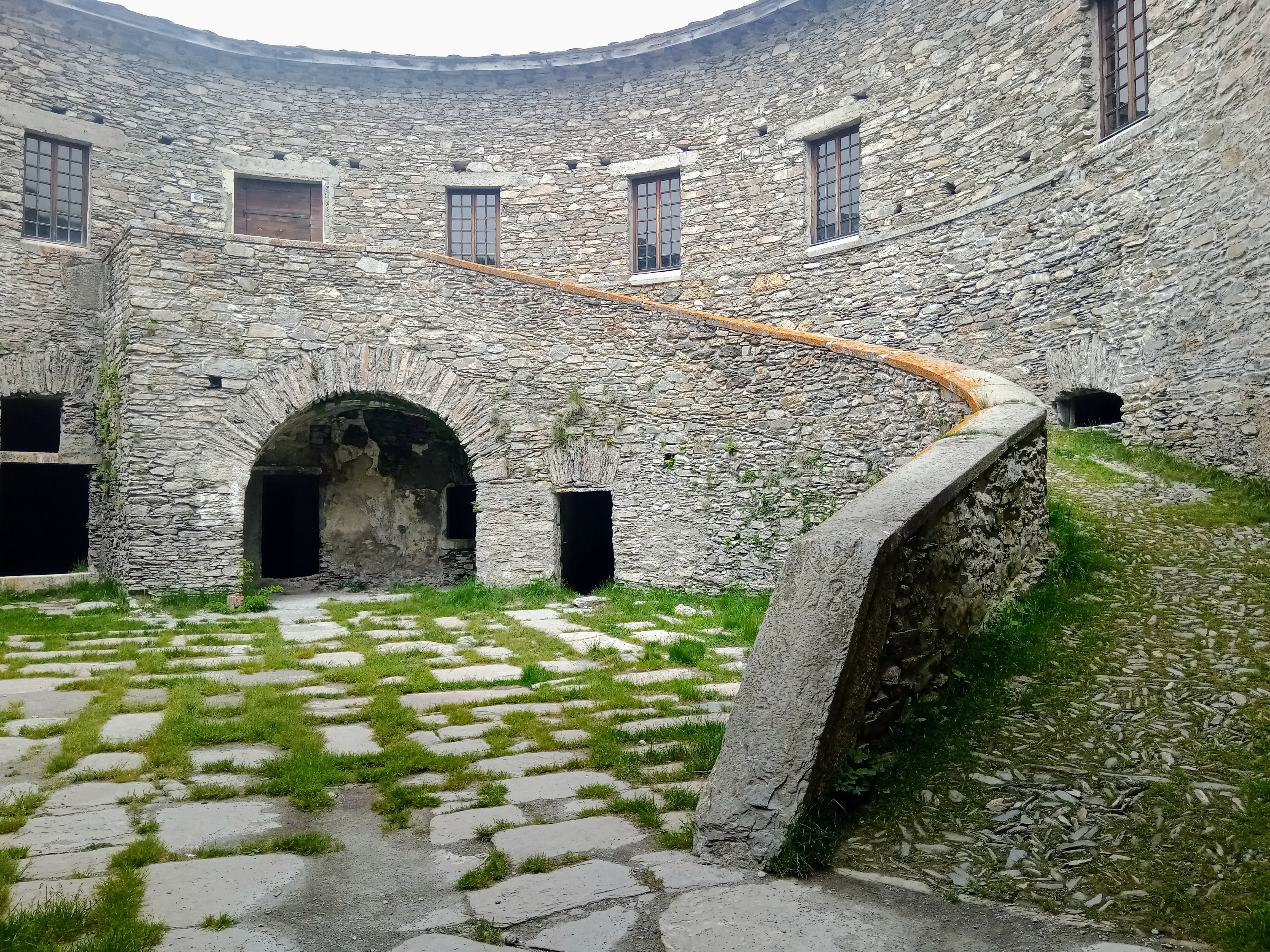
La cour intérieure.
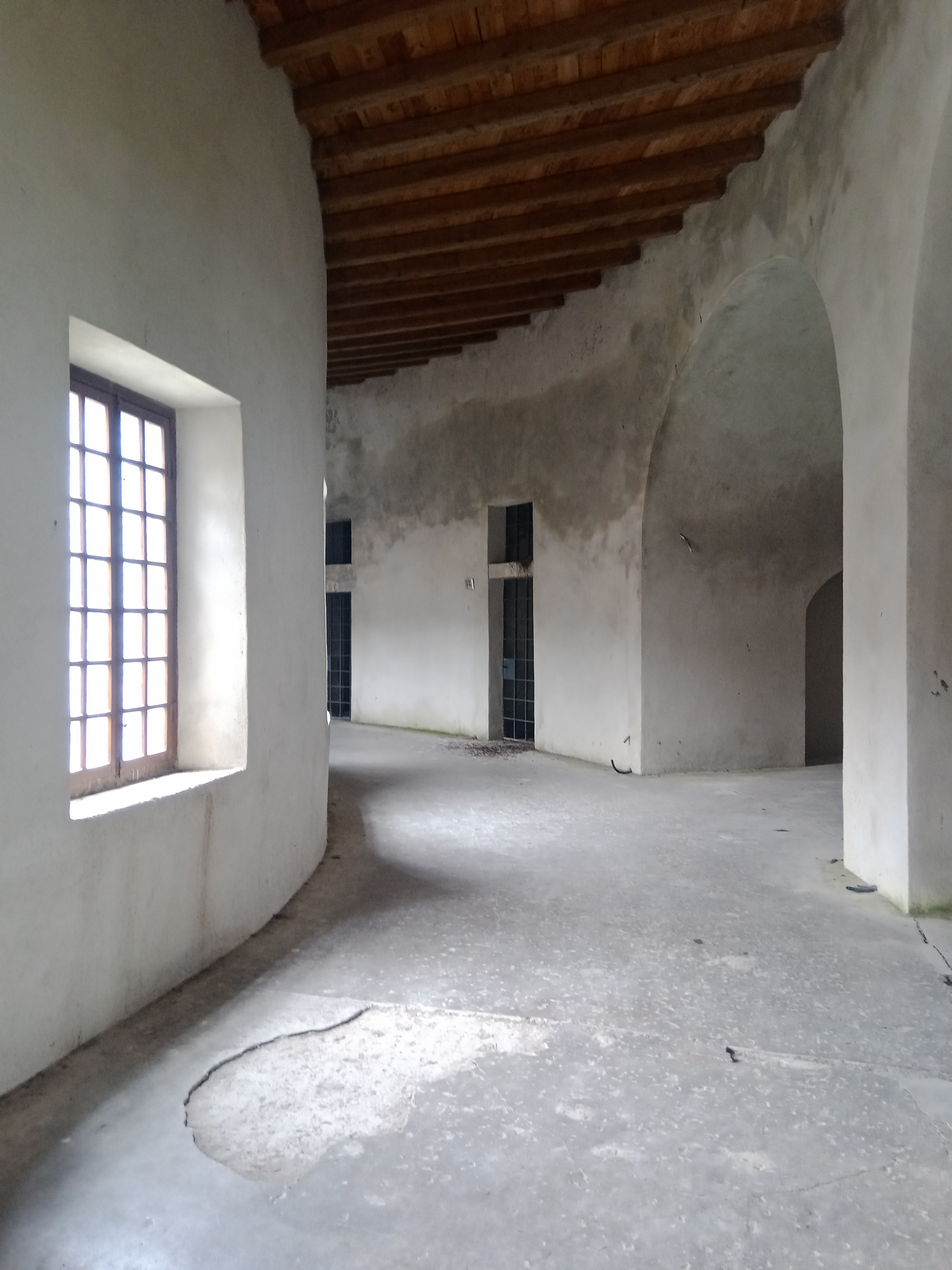
L'intérieur.
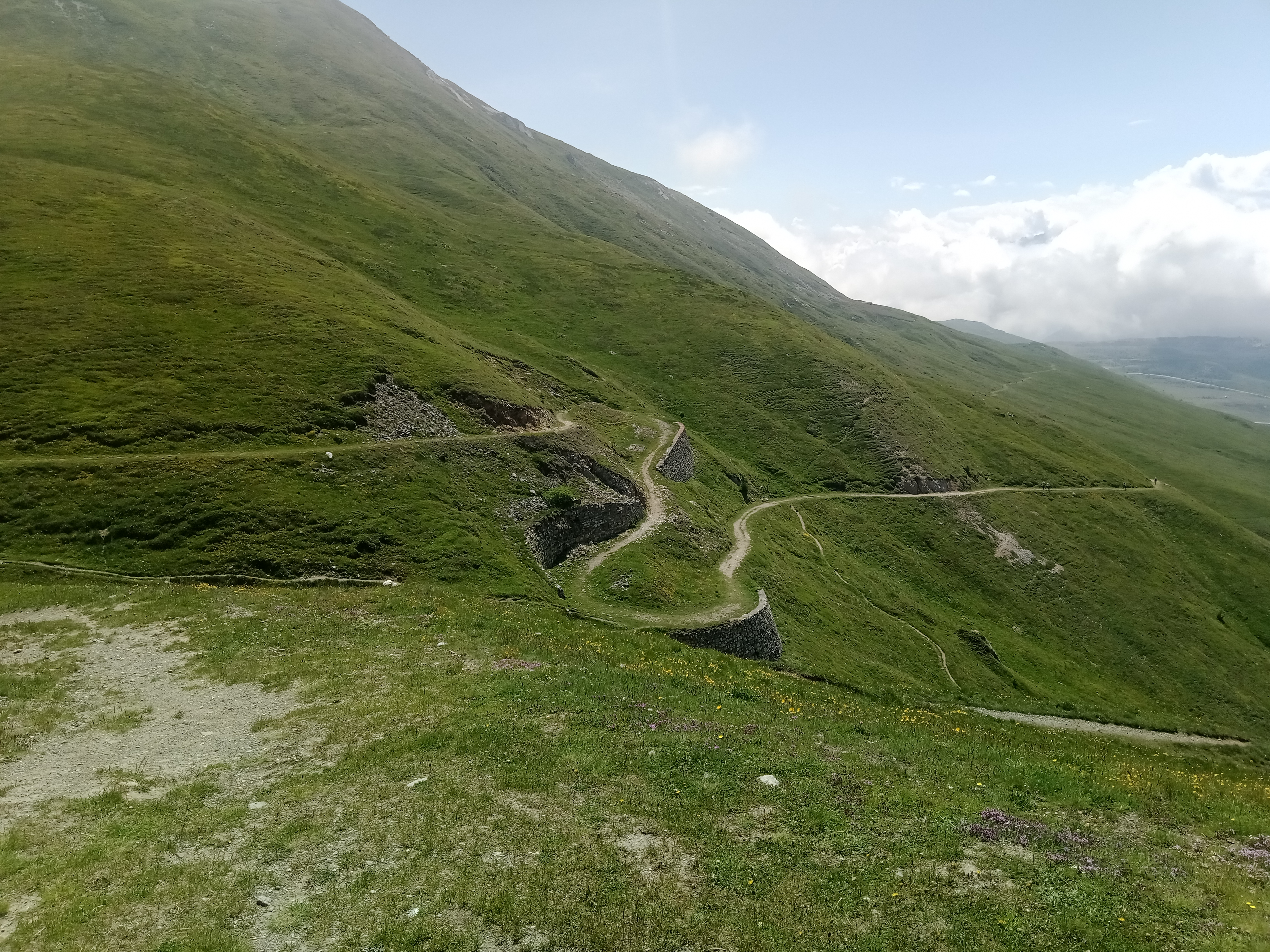
La route militaire du fort.
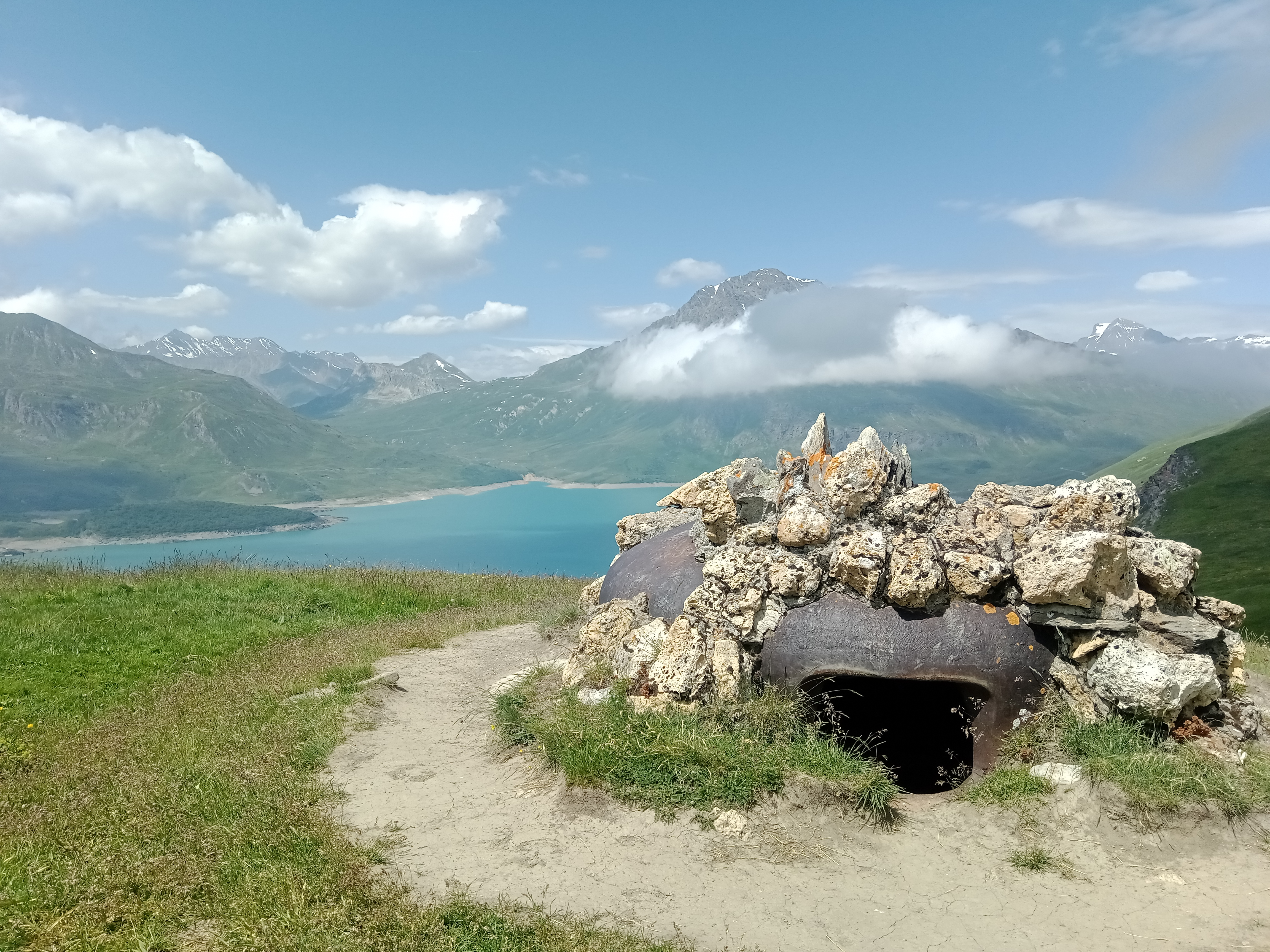
Bunker à côté du fort.